# 源進
源 進（みなもと の すすむ）は、平安時代初期から前期にかけての貴族。仁明源氏、右大臣・源多の子。官位は従四位下・三河守。

## 経歴
貞観11年（869年）従五位下に叙爵。
元慶2年（878年）図書頭に任ぜられる。のち、備中権介を経て、元慶9年（885年）三河守に任ぜられるなど、陽成朝から光孝朝にかけて地方官を務め、この間の元慶8年（884年）従五位上に昇叙されている。また時期は不明ながら、但馬守・丹波守・出雲守・信濃守なども歴任した。
宇多朝以降に従四位下に至る。

## 官歴
注記のないものは『日本三代実録』による。
- 時期不詳：正六位上
- 貞観11年（869年） 正月7日：従五位下
- 元慶2年（878年） 8月14日：図書頭
- 時期不詳：備中権介
- 元慶8年（884年） 11月25日：従五位上
- 元慶9年（885年） 正月16日：三河守
- 時期不詳：従四位下。但馬守。丹波守。出雲守。信濃守[1]